# Annatina Schultz
Annatina Schultz (* 5. Mai 1977 in Thun; heimatberechtigt in Basel und Thunstetten) ist eine Schweizer Juristin und Klettersportlerin. Seit April 2025 ist sie Generalstaatsanwältin des Kantons Bern.

## Leben
1996 gewann Schultz den Juniorinnen-Europacup im Klettern. Bei der Kletterweltmeisterschaft 2001 erreichte sie beim Leadklettern den 10. Platz.
Schultz studierte Rechtswissenschaft in Bern und erlangte 2003 das Lizenziat (lic. iur.). 2005 erlangte sie das bernische Fürsprecherpatent. Von 2017 bis 2020 machte sie das Doktorat an der Universität Zürich zum Thema «Die Strafbarkeit von Menschenhandel in der Schweiz. Analyse und Reformbedarf von Art. 182 StGB». Ab 2021 machte sie den Master of Advanced Studies in Effective Leadership an der Universität Luzern, wobei der Abschluss für 2022 geplant war. Von 2006 bis 2007 war sie Gerichtsschreiberin an der Strafabteilung des Gerichtskreises VIII Bern-Laupen sowie am Obergericht des Kantons Bern. Von 2008 bis 2010 war sie Untersuchungsrichterin am Kantonalen Untersuchungsrichteramt, Abteilung Drogenkriminalität. Von 2011 bis 2021 war sie Staatsanwältin, Staatsanwaltschaft für besondere Aufgaben, mit einem Schwerpunkt auf Verfahren wegen Menschenhandels. Seit 2013 ist sie Dozentin am Schweizerischen Polizeiinstitut (SPI) sowie seit 2020 Lehrbeauftragte für Strafrecht an der Universität Luzern. Am 1. Dezember 2021 wurde sie zur stellvertretenden Generalstaatsanwältin gewählt, mit Amtsantritt am 1. Januar 2022.
Im November 2024 wurde sie vom Grossen Rat des Kantons Bern zur Generalstaatsanwältin des Kantons gewählt, mit Amtsantritt im April 2025.